# Unreal Tournament 2004
Unreal Tournament 2004 (UT2004) is een first-person shooter, gebaseerd op Unreal Engine 2.5. Unreal Tournament 2004 is een vervolg op het iets minder succesvolle Unreal Tournament 2003 en het populaire origineel Unreal Tournament uit 1999.

## Ontwikkeling
UT2004 werd ontwikkeld door meerdere studio’s, met Epic Games als leider van het project. Het spel werd gemaakt met de Unreal Engine 2.5 en inhoud van zijn voorganger, UT2003. Andere studio’s die mee hebben gewerkt aan de ontwikkeling zijn Psyonix, Digital Extremes en Streamline Studios.
Unreal Tournament 2004 heeft als grootste verbetering een nieuw gametype, genaamd Onslaught. Dit gametype stelt de speler in staat om zich met voertuigen door grote levels te bewegen en bepaalde gebieden binnen het level in te nemen.

## Uitgave
Op 11 februari 2004 werd een bespeelbare demo van het spel uitgebracht voor verschillende platforms, waaronder Windows, Mac OS X, Linux op x86 (13 februari 2004) en Linux op x86-64 (15 februari 2004). Een update van deze demoversie, waarin veel fouten uit de eerste demo waren verholpen, kwam uit op 23 september 2004.
Unreal Tournament 2004 werd officieel uitgebracht op 16 maart 2004 voor pc (Linux (32 en 64 bit) en Windows). De Mac OS X-versie volgde op 31 maart dat jaar. De versie voor Windows x86-64 kwam uit als een downloadbare patch op 1 oktober 2005. Het spel was te koop op cd-rom en in beperkte oplage op dvd. De dvd-versie werd geleverd met een Logitech-microfoon en tweede dvd met instructies.
In december 2005 verscheen het Mega Bonus Pack voor UT2004, met daarin nieuwe kaarten en de nieuwste patch.

## Ontvangst
Unreal Tournament 2004 werd positief ontvangen door spelers en critici. Positieve punten volgens critici waren de uitdaging en uniekheid van het spel. Het spel scoort momenteel 93/100 op
Metacritic ("Universal acclaim").
Het spel won prijzen voor Multiplayer Game of the Year (IGN, Gamespy, Computer Gaming World) en Best Value for 2004 award (Computer Games Magazine).

## Eigenschappen

### Voertuigen
Er komen veel voertuigen voor in Unreal Tournament 2004. De meeste hiervan komen voor in het speltype Onslaught, en een paar in de Assault-mode. Het voertuigenarsenaal bestaat uit onder andere vliegtuigen en landvoertuigen. Verder zijn er twee ruimtevoertuigen.

### Mods
Het spel bevat mogelijkheid voor spelers om zelf aanpassingen aan te brengen in het spel, zoals het maken van nieuwe omgevingen en modellen. Het spel bevat een flexibel modificatiesysteem.

## Trivia
- Het spel is opgenomen in het boek 1001 Video Games You Must Play Before You Die van Tony Mott.